# Scorpaeninae
La sottofamiglia Scorpaeninae comprende 191 specie di pesci ossei marini appartenenti alla famiglia Scorpaenidae.

## Distribuzione e habitat
Queste specie sono diffuse nell'Indo-Pacifico, prevalentemente associate all'ambiente del reef corallino.

## Descrizione
La livrea è tendenzialmente mimetica con fondo grigio-bruno e screziature rossastre, bianche e brune. 
Le dimensioni variano dai 9 cm di Ebosia falcata ai 38 cm di Pterois volitans.

## Veleno
Tutte le specie hanno spine sulle pinne e sugli opercoli branchiali e la maggior parte di esse è in grado di infliggere dolorose punture.

## Acquariofilia
Alcune specie, soprattutto del genere Pterois, sono allevate in acquari marini.

## Generi
La sottofamiglia comprende 191 specie, suddivise in 19 generi:
- Hipposcorpaena
- Hoplosebastes
- Idiastion
- Iracundus
- Neomerinthe
- Neoscorpaena
- Parascorpaena
- Phenacoscorpius
- Pogonoscorpius
- Pontinus
- Pteroidichthys
- Rhinopias
- Scorpaena
- Scorpaenodes
- Scorpaenopsis
- Sebastapistes
- Taenianotus
- Thysanichthys
- Ursinoscorpaenopsis